# Scouting for Girls
Scouting for Girls is een indiepopband uit Londen, Verenigd Koninkrijk.

## Geschiedenis
In de eerste jaren verwierf de formatie alleen nationale bekendheid door middel van kleinere hits die in Engeland en Ierland top 10-hits werden: "She's So Lovely" en "Elvis Ain't Dead". In 2010 brak de groep bij een breder Europees publiek door met de single "This Ain't a Love Song". De groep heeft verschillende Europese tournees gemaakt, waaronder een met de zanger Jack McManus.
De groep bestaat sinds de oprichting in 2005 uit drie leden: Roy Stride, Greg Churchouse en Peter Ellard. De bandnaam is ontleend aan het eerste scoutinghandboek ooit: Scouting for Boys uit 1908. Door de naam om te vormen naar 'Scouting for Girls' wilde de band aangeven dat ze eigenlijk nog niet op wilden groeien.
In 2007 kwam hun debuutalbum uit, dat eveneens Scouting for Girls heette.

## Discografie

### Albums
| Album met eventuele hitnotering(en) in de Nederlandse Album Top 100 | Datum van verschijnen | Datum van binnenkomst | Hoogste positie | Aantal weken | Opmerkingen   |
| ------------------------------------------------------------------- | --------------------- | --------------------- | --------------- | ------------ | ------------- |
| It's not about you                                                  | 2007                  | -                     | -               | -            | ep            |
| Scouting for girls                                                  | 24-09-2007            | -                     | -               | -            |               |
| Everybody wants to be on TV                                         | 30-04-2010            | -                     | -               | -            |               |
| Greatest hits                                                       | 26-07-2013            | -                     | -               | -            | Verzamelalbum |
| Still thinking about you                                            | 16-10-2015            | -                     | -               | -            |               |
| The trouble with boys                                               | 27-09-2019            | -                     | -               | -            |               |

### Singles
| Single met eventuele hitnotering(en) in de Nederlandse Top 40 | Datum van verschijnen | Datum van binnenkomst | Hoogste positie | Aantal weken | Opmerkingen                               |
| ------------------------------------------------------------- | --------------------- | --------------------- | --------------- | ------------ | ----------------------------------------- |
| This ain't a love song                                        | 2010                  | 01-05-2010            | 13              | 18           | Nr. 41 in de Single Top 100 / Alarmschijf |
| Famous                                                        | 2010                  | 18-09-2010            | 21              | 7            | Nr. 67 in de Single Top 100 / Alarmschijf |
| Take a chance                                                 | 2010                  | 22-01-2011            | 31              | 6            |                                           |
| I don't want to leave you                                     | 2011                  | -                     | -               | -            |                                           |
| Love how it hurts                                             | 2011                  | -                     | -               | -            |                                           |
| Summertime in the city                                        | 2012                  | -                     | -               | -            |                                           |

| Single met hitnotering(en) in de Vlaamse Ultratop 50 | Datum van verschijnen | Datum van binnenkomst | Hoogste positie | Aantal weken | Opmerkingen |
| ---------------------------------------------------- | --------------------- | --------------------- | --------------- | ------------ | ----------- |
| This ain't a love song                               | 2010                  | 12-06-2010            | 45              | 2            |             |
| Famous                                               | 2010                  | 14-08-2010            | tip12           | -            |             |